# Kognitive Verzerrung
Kognitive Verzerrungen oder kognitive Fehler (englisch cognitive bias/error/fallacy) sind ein kognitionspsychologischer Sammelbegriff: Eigenschaften der zu verarbeitenden Information werden dabei systematisch verzerrt verstanden bzw. mental repräsentiert. Dies kann ggf. fehlerhafte oder suboptimale Entscheidungen oder Handlungen forcieren. Betroffen von der kognitiven Verzerrung der Informationsverarbeitung können Wahrnehmung, Aufmerksamkeit, Emotionen, Motivation, Handlungsregulation und Verhaltenskontrolle sein.
Kognitive Verzerrungen beginnen lange bevor wir bewusst über eine Sache nachdenken. Psychologen wie Daniel Kahneman oder Amos Tversky haben gezeigt, dass die menschliche Wahrnehmung oft alles andere als vollständig und sehr selektiv ist.

## Definition und Merkmale

Übersicht kognitiver Verzerrungen (englisch)

Zur Bestimmung systematischer fehlerhafter kognitiver Verzerrungen ist es zunächst notwendig, rationale Vergleichsstandards anhand prüfbarer Regeln zu entwickeln. Diese werden je nach Untersuchungsgegenstand anhand von normativen Modellen wie der mathematischen Wahrscheinlichkeitstheorie oder der Logik formuliert. Ein Vergleichsstandard kann aber auch ein faktisches Geschehen sein, das mit der Erinnerung an dasselbe verglichen wird (Gedächtnisillusionen). Systematische, also nicht nur individuelle und zufällige, Abweichungen von diesen Standards gelten dann als irrational oder falsch.
Menschliche Probanden kennen in der Regel weder die Modelle noch die Regeln und treffen ihre Aussagen und Entscheidungen anhand von natürlichen, oft intuitiven Entscheidungsheuristiken unter unvollständigen Informationen oder unter Nutzung ersatzweiser Informationen. Diese Heuristiken sind in vielen Anwendungsfällen effizient und hilfreich und unabhängig von Wunschdenken. Die Heuristiken können aber unter bestimmten Bedingungen zu Verzerrungen der Urteile und des Gedächtnisses führen.
Wegen der Fokussierung auf die möglichen schädlichen Auswirkungen von Heuristiken wird der kognitionspsychologischen Forschung gelegentlich Einseitigkeit vorgeworfen. Die Frage, ob eine Entscheidung in einem normativen Sinn „richtig“ (im Sinne von regelkonform mit einem normativen Modell) ist, sei weniger wichtig als die Frage, ob eine Entscheidung in einer bestimmten Situation hilfreich und nützlich ist. Weitere Kritikpunkte am Konzept der kognitiven Verzerrung sind das fehlende übergreifende und detaillierte Modell und eine „Künstlichkeit“ in der Definition von einigen Verzerrungen. Messbare Effekte würden schon bei einer geringen Änderung der Versuchsbedingungen verschwinden.